# Kobiele Wielkie
Kobiele Wielkie è un comune rurale polacco del distretto di Radomsko, nel voivodato di Łódź.
Ricopre una superficie di 101,85 km² e nel 2004 contava 4 431 abitanti.